# Jean Le Dû
Jean Le Dû (Dieppe, 28 de març de 1938 - Saint-Quay-Portrieux, 6 de maig de 2020),, fou un lingüista francès, especialista en bretó i en geografia lingüística.

## Vida i obra
Malgrat néixer a Dieppe, era originari de Plougrescant, la seva mare venia del Gouret, i el seu pare havia nascut a Prat i s'havia criat a Buguélès (ajuntament de Penvénan). Va prendre consciència de la llengua en les visites a l'àvia i decidí parlar-la i dedicar-se al seu estudi.
Va dedicar una gran part de la seva vida a recollir la llengua oral dels informadors de Plougrescant, nascuts entre 1875 i 1914, recerca que va publicar el 2012 en el diccionari Le trégorrois à Plougrescant.
Va ser autor del Nouvel atlas linguistique de la Basse-Bretagne, i director de la part cèltica de l'Atlas Linguarum Europae i va col·laborar també en l'Atlas linguistique Roman (que té dos punts d'enquesta a la Baixa Bretanya).
A més, es dedicà a la sociolingüística bretona, amb diversos col·loquis i publicacions amb Yves Le Berre a la revista La Bretagne linguistique.
Jean Le Dû va estudiar anglès a la Universitat de Rennes però va decidir continuar la seva recerca doctoral en l'àmbit de la llengua bretona, concretament de la zona de Bro Dreger (fr. Trégor) i a la localitat de Plougrescant. Va esdevenir professor de la Universitat de Rennes el 1965. Passà després a la Universitat de la Bretanya Occidental, a Brest, on es jubilà i on era professor emèrit.

## Publicacions
- Yves Le Berre, Jean Le Dû: Dictionnaire pratique français-breton (Studi), CRDP Roazhon, 1976-1986
- Ar brezoneg dre zelled, kleved, komz ha lenn, Ar Helener-Skol vrezoneg, 1993
- Nouvel atlas linguistique de la Basse-Bretagne, Centre de recherche bretonne et celtique, 2001
- Yves Le Berre, Jean Le Dû: Proverbes et Dictions de Basse-Bretagne, Armeline. ISBN 2-910878-04-X
- Anthologie des expressions de Basse-Bretagne, Armeline, 1999
- Du café vous aurez?, Armeline, 2002 (sobre el francès de Bretanya)
- Une vie irlandaise du Connemara à Ráth Chairn, histoire de la vie de Micil Chonraí, traduccció al francès de Jean Le Dû, Terre de brume-PUR, 2010
- Le trégorrois à Plougrescant. Dictionnaire breton français, Emgleo Breiz, 2012. ISBN 978-2-35974-035-6
- Le trégorrois à Plougrescant. Dictionnaire français breton, Emgleo Breiz, 2012. ISBN 978-2-35974-036-3.